# Aragonés oriental
El aragonés oriental es uno de los dialectos que componen el aragonés (junto con el aragonés occidental, el aragonés central y el aragonés meridional). Se habla en la parte más oriental de Sobrarbe y en la occidental de Ribagorza, así como en alguna localidad del noreste del Somontano de Barbastro y del norte del Cinca Medio. (Aragón, España). Engloba poblaciones como: Gistaín, Castejón de Sos, Campo, Estadilla, Fonz, La Fueva, Graus y Benasque.
Sus modalidades se hablan en distintos lugares de la zona noreste de Aragón, recibiendo su nombre de la zona en que se hablan. El aragonés oriental se subdivide a su vez en distintas modalidades.

## Polémica
Ciertos sectores dan esta denominación a la lengua que se habla en la Franja Oriental de Aragón, inclusive aquellos considerados dialectos del idioma catalán en Aragón, como el literano o el fragatino. Niegan que sean ni catalán ni derivados del catalán, sino una lengua distinta hablada en Aragón. El término acuñado por estos sectores es el de aragonés oriental. 

## Situación dentro del aragonés
El aragonés oriental es un bloque dialectal que engloba diferentes subvariedades, que son (de oeste a este): chistabino, fovano y ribagorzano. El aragonés ribagorzano puede subdividirse en patués (alto y bajo), campés y bajorribagorzano; destacando en este último algunas variedades como el grausino, el estadillano y el foncense.
A pesar de ser el aragonés oriental la variedad con más hablantes, las asociaciones con más poder mediático han tratado de promover un estándar que excluye a esta variedad y deja de lado a los hablantes. [cita requerida] Esto se debe a que quienes propusieron el estándar querían que su modelo de lengua fuera lo más alejado posible del catalán, con el fin de alejar al aragonés de una de las lenguas con las que comparte más rasgos. [cita requerida]
Hay asociaciones que luchan por la difusión y la transmisión generacional de esta variedad del aragonés en su territorio.
La tabla siguiente muestra una posible clasificación de las variedades del aragonés. Las variedades dialectales próximas presentan características comunes a pesar de pertenecer a bloques diferentes.
| Bloque occidental - Ansotano - Cheso - Aragüesino - Aisino - Jaqués                         | Bloque central - Aragonés centro-occidental - Tensino - Panticuto - Aragonés de la tierra de Biescas - Aragonés del valle de Acumuer - Serrablés - Aragonés de Ballibasa - Aragonés de Sobrepuerto - Aragonés centro-oriental - Aragonés de la ribera de Fiscal - Bergotés - Aragonés del valle de Vió - Aragonés del valle de Puértolas - Aragonés del valle de Tella - Belsetano - Aragonés de Sierra Ferrera | Bloque oriental - Chistabino - Fovano - Aragonés ribagorzano - Altorribagorzano o benasqués o patués - Mediorribagorzano o de Campo - Bajorribagorzano - Grausino - Estadillano - Foncense | Variedades dialectales del aragonés. |
| Bloque meridional - Ayerbense - Aragonés somontanés - Navalés - Aragonés del Viejo Sobrarbe | Bloque meridional - Ayerbense - Aragonés somontanés - Navalés - Aragonés del Viejo Sobrarbe | Dialectos de transición - Castellano aragonés | Variedades dialectales del aragonés. |

## Fonética
Sonorización de las consonantes sordas intervocálicas latinas en la mayor parte de los casos:
- meligo (ombligo), caixigo (quejigo), forau (agujero).

Estas tres palabras tienen consonante sorda en zonas y comarcas más meridionales del Alto Aragón, de forma que parece que la sonorización empezó de forma independiente al aragonés meridional y occidental. El fenómeno comenzó ya en el siglo X, como demuestra el texto latino extraído de Las décimas de Castejón. La toponimia muestra que hace unos siglos el sector oriental no sonorizaba tanto, pudiendo encontrar forato en la toponimia de La Fueva.
Hay más casos que en otras variedades del aragonés de evolución de los grupos latinos -TY, -CE, -CI, -DE en posición final a -u como en catalán:
- peu (pie).

## Morfología
- Participios en -au, -iu producto de la sonorización de la consonante sorda T:
  - cantau (cantado), metiu (metido)
- Pasado perfecto perifrástico como el catalán moderno:
  - el(l) va canta(r) (él cantó)
- Buena conservación de la partícula pronómino-adverbial I, al igual que en zonas más al sur donde otras variedades (meridionales) la han perdido.